# 대기광학
대기광학 또는 기상광학은 대기 또는 대기 프로세스의 산물에 대한 광학적 특성에 대한 연구이다. 여기에는 육안으로 식별할 수 있는 것 이상의 시간적 및 공간적 해상도가 포함된다. 기상 광학은 "육안으로 관찰할 수 있는 패턴 연구와 관련된 대기 광학의 일부"이다. 그럼에도 불구하고 두 용어는 때때로 같은 의미로 사용된다.
기상광학현상은 본 논문에서 기술한 바와 같이 지구 대기의 광학적 특성이 어떻게 광범위한 광학현상과 시각지각현상을 유발하는지에 관한 것이다. 기상 현상의 예는 다음과 같다.
- 하늘의 푸른 색. 이것은 다른 주파수/파장보다 더 높은 주파수/단파장(파란색) 햇빛을 관찰자의 눈으로 보내는 레일리 산란에서 비롯된다.
- 일출이나 일몰과 같이 두꺼운 대기를 통해 태양을 관찰할 때 태양의 붉은 색. 이는 장파장(빨간색) 빛이 파란색 빛보다 덜 산란되기 때문이다. 적색광은 관찰자의 눈에 도달하는 반면 청색광은 시야 밖으로 산란된다.
- 황혼과 새벽에 빛나는 하늘과 같은 하늘의 다른 색상. 이것은 다른 각도에서 다른 색상을 산란시키는 하늘의 추가 미립자 물질에서 나온 것이다.
- 헤일로, 잔광, 코로나, 극지방 성층권 구름, 선도그. 이것은 얼음 결정과 대기의 다른 입자에 의한 산란 또는 굴절에서 비롯된다. 입자 크기와 구조에 따라 다르다.
- 신기루. 이것은 공기의 굴절률의 열적 변화로 인해 광선이 구부러져 먼 물체의 이미지가 변위되거나 크게 왜곡되는 광학 현상이다. 이와 관련된 다른 광학 현상으로는 노바야젬랴 효과가 있다. 노바야젬랴 효과는 태양의 모양이 왜곡되어 예상보다 일찍 뜨거나 늦게 지는 현상이다. 파타 모르가나(Fata Morgana)라고 불리는 놀라운 형태의 굴절은 온도 역전과 함께 발생하며, 수평선 위 또는 수평선 너머의 물체(예: 섬, 절벽, 선박 및 빙산)가 "동화 속의 성"처럼 길어지고 높게 나타난다. .
- 무지개. 이는 빗방울에서 빛의 내부 반사와 분산 굴절의 조합으로 인해 발생한다. 무지개는 태양의 반대쪽 하늘에서 보이기 때문에 태양이 수평선에 가까울수록 무지개가 더 잘 보인다. 예를 들어, 태양이 머리 위에 있는 경우 관찰자의 발 근처에 가능한 무지개가 나타나 보기가 어렵고 관찰자의 눈과 땅 사이에 빗방울이 거의 없어 무지개가 매우 희박해진다.

## 목록
- 노을
- 대기광
- 오로라
- 비너스의 띠
- 브로켄의 요괴
- 천정호
- 채운
- 틈새빛살
- 지진광
- 녹색 광선
- 무리 (물리학)
- 연무
- 빛기둥
- 번개
- 신기루
- 달무지개
- 무지개
- 환일
- 틴들 효과
- 상층대기 번개

## 같이 보기
- 야광운
- 해넘이
- 해돋이